# Viroqua (Town)
Die Town of Viroqua ist eine von 21 Towns im Vernon County im US-amerikanischen Bundesstaat Wisconsin. Im Jahr 2010 hatte die Town of Viroqua 1718 Einwohner.
Town hat in Wisconsin eine grundlegend andere Bedeutung, als im übrigen englischsprachigen Bereich. Vielmehr entspricht sie den in den anderen US-Bundesstaaten üblichen Townships, die nach dem County die nächstkleinere Verwaltungseinheit bilden.

## Geografie
Die Town of Viroqua liegt im Südwesten Wisconsins, rund 35 km östlich des am Mississippi gelegenen Schnittpunktes der drei Bundesstaaten Wisconsin, Iowa und Minnesota.
Die Town of Viroqua liegt in der Driftless Area genannten eiszeitlich geformten Region, die sich über das südöstliche Minnesota, das südwestliche Wisconsin, das nordöstliche Iowa und das äußerste nordwestliche Illinois erstreckt. Bei der letzten Eiszeit, der so genannten Wisconsin Glaciation, blieb die Region eisfrei, sodass sich die Flusstäler auch während dieser Zeit tiefer in das Plateau einschneiden konnten.
Die geografischen Koordinaten des Zentrums der Town of Viroqua sind 43°34′58″ nördlicher Breite und 90°50′46″ westlicher Länge. Sie erstreckt sich über eine Fläche von 125,3 km². Die Town of Viroqua umschließt die selbstständige Stadt Viroqua, ohne dass diese der Town angehört.
Die Town of Viroqua liegt im Zentrum des Vernon County und grenzt an folgende Nachbartowns und selbstständige Gemeinden:
| Town of Coon      | Town of Christiana City of Westby           | Town of Clinton                 |
| Town of Jefferson | Kompassrose, die auf Nachbargemeinden zeigt | Town of Webster Town of Liberty |
|                   | Town of Franklin                            | Town of Kickapoo                |

## Verkehr
Auf einem gemeinsamen Streckenabschnitt verlaufen die US-Highways 14 und 61 sowie der Wisconsin State Highway 27 in Nord-Süd-Richtung durch die Town of Viroqua. In West-Ost-Richtung verlaufen teils auf einem gemeinsamen Streckenabschnitt die Wisconsin Highways 56 und 82. Daneben verlaufen noch die County Highways B, BB, LF, NN, SS und T durch die Town. Alle weiteren Straßen sind untergeordnete Landstraßen, teils unbefestigte Fahrwege sowie innerörtliche Verbindungsstraßen.
Die nächsten Flughäfen sind der La Crosse Regional Airport (rund 60 km nordwestlich), der Rochester International Airport in Rochester, Minnesota (rund 170 km westnordwestlich) und der Dane County Regional Airport in Wisconsins Hauptstadt Madison (rund 160 km ostsüdöstlich).

## Bevölkerung
Nach der Volkszählung im Jahr 2010 lebten in der Town of Viroqua 1718 Menschen in 637 Haushalten. Die Bevölkerungsdichte betrug 13,7 Einwohner pro Quadratkilometer. In den 637 Haushalten lebten statistisch je 2,56 Personen.
Ethnisch betrachtet setzte sich die Bevölkerung zusammen aus 98,0 Prozent Weißen, 0,2 Prozent Afroamerikanern, 0,2 Prozent amerikanischen Ureinwohnern, 0,5 Prozent Asiaten, 0,1 Prozent Polynesiern sowie 0,3 Prozent aus anderen ethnischen Gruppen; 0,6 Prozent stammten von zwei oder mehr Ethnien ab. Unabhängig von der ethnischen Zugehörigkeit waren 1,2 Prozent der Bevölkerung spanischer oder lateinamerikanischer Abstammung.
22,8 Prozent der Bevölkerung waren unter 18 Jahre alt, 59,2 Prozent waren zwischen 18 und 64 und 18,0 Prozent waren 65 Jahre oder älter. 50,9 Prozent der Bevölkerung war weiblich.
Das mittlere jährliche Einkommen eines Haushalts lag bei 60.855 USD. Das Pro-Kopf-Einkommen betrug 26.911 USD. 5,6 Prozent der Einwohner lebten unterhalb der Armutsgrenze.

## Ortschaften in der Town of Viroqua
Neben Streubesiedlung existieren in der Town of Viroqua keine weiteren Siedlungen.